# Chemosphere (journal)
Pour les articles homonymes, voir Chemosphere.
Chemosphere (abrégé en Chemosphere) est une revue scientifique à comité de lecture. Ce journal présente des articles originaux concernant la chimie verte.
D'après le Journal Citation Reports, le facteur d'impact de ce journal était de 3,137 en 2012. Actuellement, la direction éditoriale est assurée par H. Fiedler et L. L. Needham.